# Justizvollzugsanstalt Adelsheim

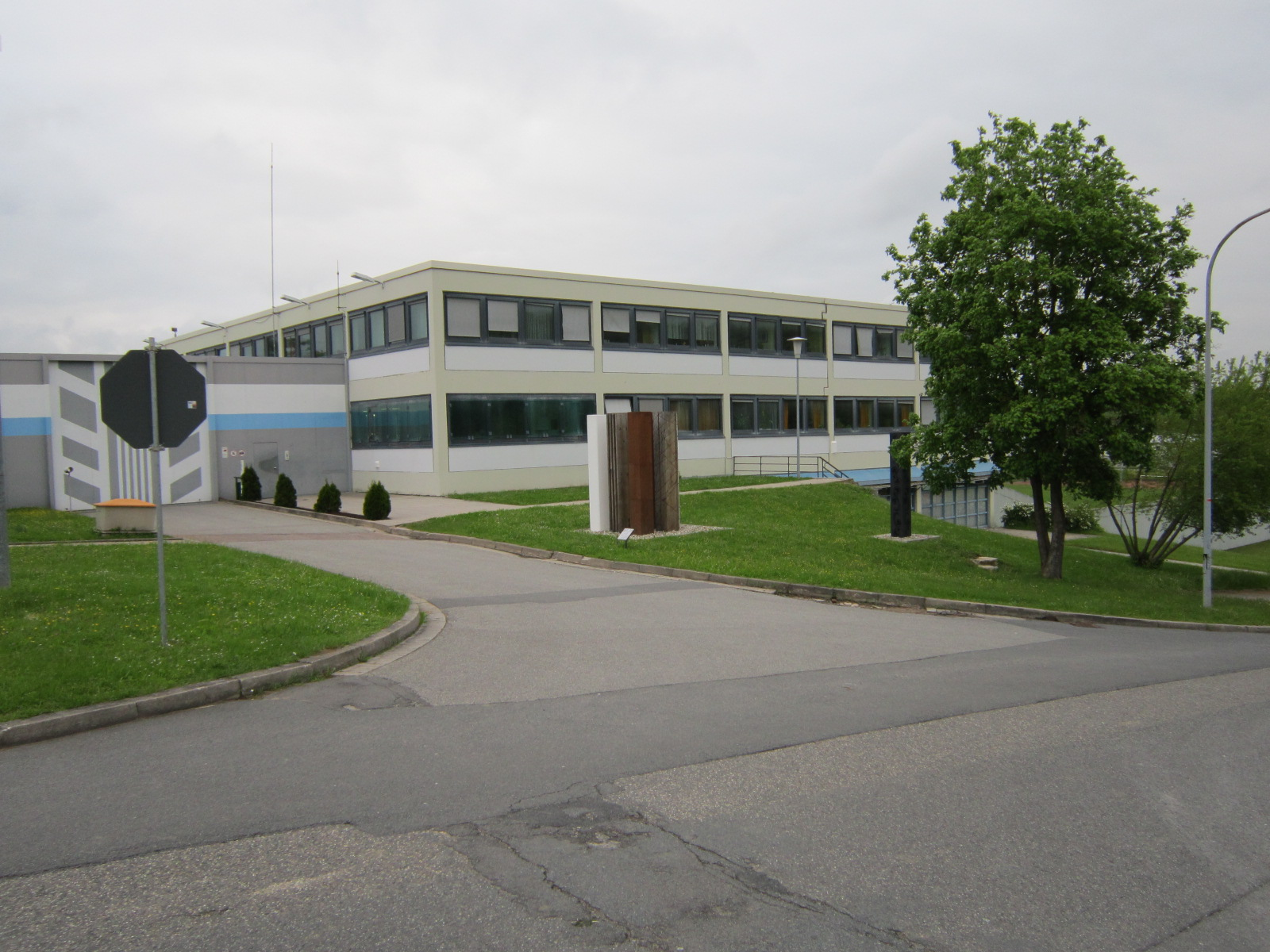
Eingangsbereich der JVA

Die Justizvollzugsanstalt Adelsheim ist eine Justizvollzugsanstalt für Jugendliche des Landes Baden-Württemberg. Sie befindet sich in Adelsheim, einer Kleinstadt im Norden des Landes (Neckar-Odenwald-Kreis, Nordbaden), etwa 40 km nordnordöstlich von Heilbronn. Die JVA Adelsheim ist nach der Jugendanstalt Hameln die zweitgrößte Jugendstrafvollzugsanstalt in Deutschland.

## Geschichte
1974 wurde die neu erbaute Justizvollzugsanstalt (JVA) in Betrieb genommen. Sie ist für 417 männliche Jugendstrafgefangene im Alter von 14 bis 23 Jahren in 11 Häusern eingerichtet. Pro Haus wohnen zwischen 15 und 45 Gefangene. Ab 1979 kamen die Gerichtsgefängnisse in Mosbach und zeitweise in Tauberbischofsheim als Außenstellen der JVA hinzu. 1997 wurde eine sozialtherapeutische Abteilung für Aggressionstäter aufgebaut. Es gibt verschiedene Formen des Strafvollzugs der Jugendstrafen, darunter einige mit Modellcharakter. Aus dem zweiten Konjunkturpaket des Bundes werden für die Sanierung eines Schulgebäudes 1,5 Millionen Euro zur Verfügung gestellt. 2003 kam es zur Schließung der Außenstelle Tauberbischofsheim.

## Gebäude, Anlage
Die JVA ist etwa 10 ha groß und an einen Hang gebaut. Sie wird von einer 1300 m langen und 5,5 m hohen Mauer eingefasst. In der Nähe befindet sich eine Straße mit Siedlungscharakter für die rund 260 hauptamtlichen Mitarbeiter. Neben Unterkunftshäusern stehen im Gelände am Hang Werkstätten mit Lagerräumen, Schule, Turnhalle, Sportplätze, einem Versorgungsgebäude, einer Krankenabteilung, Heizung. Neben dem Eingang befindet sich die Verwaltung. Direkt außerhalb des Geländes liegt eine zugehörige Gärtnerei. Geografisch liegt die Anstalt in einer Randlage in einem Seitental der Seckach.

## Formen des Strafvollzugs
- Untersuchungshaft an Jugendlichen und Heranwachsenden: Als Jugendliche gelten 14- bis 17-Jährige, Heranwachsende sind Personen zwischen 18 und 21 Jahren.
- Zentraler Zugang: Nach der Ankunft kommen die Jugendlichen, die erstmals einsitzen, zunächst für etwa zwei Wochen in diesen Bereich. Hier sollen sie auf die Schul- oder Ausbildungsangebote getestet werden und es wird ein Vollzugsplan erstellt. Über die Aufnahme in Adelsheim entscheidet unter anderem eine Zugangskommission.
- Halboffener Vollzug: Im halboffenen Vollzug sind die Fenster gitterfrei und die jugendlichen Häftlinge besitzen einen Schlüssel zu ihrem Haftraum (Zelle). Die Haustür bleibt tagsüber offen. Hier sind vor allem Jugendliche mit kurzer Haftdauer und minder schweren Delikten untergebracht. (84 Haftplätze)
- Just-Community-Projekt: Im Haus G3 wird das so genannte Just Community Projekt durchgeführt. Die Jugendlichen kommen in den Genuss zahlreicher Lockerungen. Sie dürfen das Gelände mit An- und Abmeldung in Begleitung beziehungsweise in Gruppen von drei bis fünf Personen stundenweise verlassen und an drei Wochenenden ganz nach Hause fahren.
- Geschlossener Vollzug: Im geschlossenen Vollzug haben die Hafträume Gitter vor den Fenstern und Stahltüren. Um 21:30 Uhr ist Einschluss und der Strom wird abgestellt. (244 Haftplätze)
- Offener Vollzug: Der offene Vollzug findet im Freigängerheim in der Außenstelle Mosbach statt. (16 Haftplätze) Das Freigängerheim befindet sich direkt angrenzend an das Landgericht Mosbach auf dem Gelände des ehemaligen Franziskanerklosters.[4]

### Positive Gesamtschule
Grundsätzlich ist jeder jugendliche Strafgefangene zur Arbeit verpflichtet. Für länger Inhaftierte gibt es die Möglichkeit, in der Schule Verpasstes aufzuholen oder eine Berufsausbildung zu absolvieren. Diese Bildung läuft unter der Bezeichnung Konzept einer positiven Gesamtschule. In kleinen Klassen wird nach dem Sonderschulprinzip jeder Schüler individuell betreut. Neben Elementarunterricht werden außerdem Aufbaukurse angeboten. Hier wird das Wissen der Grundschule bis zum Anfang der 5. bis 6. Klasse vermittelt. An diesen Kursen/Klassen nehmen acht bis neun Schüler teil. Theoretisch sind der Hauptschulabschluss und die mittlere Reife möglich. Für die nicht der deutschen Sprache mächtigen Jugendlichen werden Deutschkurse angeboten. Ebenfalls gibt es Computerkurse für Anfänger und die Betreuung von Fernkursen. Jährlich werden ca. 80 Schulabschlüsse nachgeholt oder beendet.
42,5 Prozent der Bestraften kommen ohne Ausbildung in die JVA. Nur 4,1 Prozent sind bereits Facharbeiter, 6,2 Prozent noch Schüler und 5,9 Prozent sind ungelernt Berufstätige oder Arbeitslose. In Adelsheim gibt es Ausbildungsplätze. Theoretisch besteht die Wahl zwischen Bäcker, Fleischer, Koch, Industrie-, Zerspanungs- und Konstruktionsmechaniker, Teilezurichter, Tischler, Kfz-Mechatroniker, Elektroniker für Betriebstechnik, Maurer/Beton- und Stahlbetonbauer, Hochbaufacharbeiter, Maler, Lackierer und Gärtner. Jeder ehemalige Häftling, der in der Vollzugsanstalt eine Ausbildung begonnen hat, kann nach Haftende bis zum Ausbildungsende in die Anstaltsberufsschule kommen. Das geschieht jedoch sehr selten.

## Freizeit
Die JVA bietet folgendes als Freizeitangebote an: Gruppen zum kreativen Gestalten mit Metall, Holz, Kunststoff und Ton, Gitarren- und Zeichenkurs, Gruppen zum autogenen Training, EDV-Einführungen (ohne Internetnutzung) und einiges mehr, vor allem diverse Sportangebote. Für türkische Insassen wird eine türkische Gesprächsgruppe angeboten. Die Jugendlichen müssen dazu einen Antrag stellen und können, sofern keine Regelverstöße vorliegen und die Gruppe noch Plätze hat, daran teilnehmen. Je nach Vollzugsform können gruppeneigene oder private Elektrogeräte genutzt werden, aber keine Handys.

## Projekt Chance und Seehaus Leonberg
Seit Herbst 2003 gibt es zwei Einrichtungen des Jugendstrafvollzugs in freien Formen nach § 91 Abs. 3 des Jugendgerichtsgesetzes. Träger sind die Vereine Projekt Chance mit dem Christlichen Jugenddorfwerk Deutschlands als Dienstleister und der Verein Seehaus e. V. Die beiden Einrichtungen in Creglingen-Frauental (Klosteranlage) und im Seehaus Leonberg haben jeweils 15 Plätze für Jugendstrafgefangene aus der Justizvollzugsanstalt Adelsheim. Aus Mitteln der Landesstiftung Baden-Württemberg und mit Unterstützung aus der Wirtschaft geht es schwerpunktmäßig um soziale Kompetenz, Integrationsmanagements sowie um Verantwortung für sich, die begangene Tat und die Gesellschaft. Im Schnittpunkt von Jugendstrafvollzug und Jugendhilfe wird das Projekt Chance wissenschaftlich begleitet.

## Gefangenenzeitung
Die Gefangenenzeitung Experiment wird von einer betreuten Redaktionsgruppe herausgegeben. 2006 war nach einer zwölfjährigen Unterbrechung der zweite Jahrgang dieser Zeitschrift. Themen sind die aktuellen Charts, Lifestyle-Tipps, Anstalts-VIP-News oder -Interviews, Drogen und Horoskope. Ein Problem für die Redaktion ist die Fluktuation durch die Kürze der Haft am Ort.

## Statistik
Zwischen 1990 und 2001 nahm die Anzahl Entlassungen zum Strafende zu, das heißt, es wurde häufiger als früher die Gesamtstrafe verbüßt. Auch die Abschiebungen der Gefangenen mit ausländischer Staatsangehörigkeit nach teilweiser oder vollständiger Strafverbüßung nahm zu. Die durchschnittliche Haftdauer betrug um 2000 zwischen 11,5 und 12 Monaten. Unter den zur Strafe führenden Delikten hatte die Bedeutung des Diebstahls hat etwas abgenommen. Aggressionsdelikte hatten bis 2001 nicht zugenommen. Ein geringer Zuwachs lag hinsichtlich der Drogen-Delikte vor. Verurteilungen wegen Raub und Körperverletzung, die ja zu einer Strafhaft ohne Bewährung führen, sind in Adelsheim aufgrund der Aufnahmekriterien selten. In den 80er und Anfang der 1990er Jahre waren weniger als 10 % aller Inhaftierten 14- bis 17-jährige Jugendliche, 2001 waren es mit 19 % beinahe doppelt so viele. Etwa ein Drittel der jungen Häftlinge wird bei Erreichen der Altersgrenzen in den Erwachsenenstrafvollzug des Landes verlegt.
55 % der einmal verurteilten Jugendlichen (deutsche Staatsangehörigkeit) haben in den ersten fünf Jahren nach ihrer Entlassung einen Rückfall und werden erneut straffällig (das schließt Deutsche mit Geburt in der GUS ein). Bei den Nichtdeutschen ist die Prozentzahl geringer.